# Loupež po italsku
Loupež po italsku (v originále The Italian Job) je americký akční film z roku 2003, který režíroval F. Gary Gray a ve kterém se objevují Mark Wahlberg, Charlize Theron, Edward Norton, Jason Statham, Seth Green, Mos Def a Donald Sutherland. Děj, inspirovaný britským filmem Prácička v Itálii z roku 1969, ale s originálním příběhem, sleduje pestrou partu zlodějů, kteří plánují ukrást zlato bývalému společníkovi, který je podvedl. Navzdory společnému názvu se děj i postavy tohoto filmu od předlohy liší; Gray film popsal jako „poctu originálu“.
Většina filmu se natáčela v Benátkách a v Los Angeles, kde byly během hlavního natáčení dočasně uzavřeny kanály, respektive ulice. Film, distribuovaný společností Paramount Pictures, byl uveden do kin ve Spojených státech 30. května 2003 a celosvětově vydělal přes 176 milionů dolarů. Ohlasy kritiků byly vesměs pozitivní, publikace jej příznivě srovnávaly s původním filmem a zároveň vyzdvihovaly akční sekvence, výkony herců a humor. V roce 2004 se údajně připravovalo pokračování s názvem The Brazilian Job, které však bylo následně zrušeno.

## Děj
Profesionální kasař John Bridger plánuje se svým týmem ukrást zlaté cihly v hodnotě 35 milionů dolarů z trezoru v Benátkách. Tým tvoří také Charlie Croker, technik Lyle ("Napster"), řidič Fešák Rob, průzkumník Steve a expert na výbušniny Left Ear. Loupež se podaří, ale Steve zradí tým, zlato si nechá a Johna zabije. Zbytek týmu přežije, když auto sjede z mostu do vody.
O rok později Charlie najde Steva v Los Angeles, kde pod novou identitou utrácí zlato. Charlie sestaví tým znovu a přidá i Johnovu dceru Stellu, expertku na trezory, která chce pomstít otce. Stella se v přestrojení dostane do Steveova domu, kde zmapuje trezor.
Steve, netuše, kdo Stella je, ji pozve na schůzku. Plán je ukrást zlato během jeho nepřítomnosti pomocí tří upravených Mini Cooperů. Steve ale změní plán a zlato chce poslat obrněným vozem na letiště. Napster přes jeho telefon zjistí trasu a tým se rozhodne zasáhnout během převozu.
Pomocí ovládnutí městské dopravy svedou obrněné auto do podzemí. Trezor uvnitř se liší od předchozího, ale Stella ho otevře. Po dramatickém úniku s Mini Coopery a pronásledování motorkáři naloží zlato do vlaku a odjedou do New Orleans.
Steve je předán ukrajinské mafii, která se tak pomstí za vraždu svého příbuzného. Členové týmu si za zlato splní své sny: Rob si koupí auto, Left Ear sídlo, Napster výkonný audio systém a Charlie se Stellou jedou do Benátek.

## Obsazení
- Mark Wahlberg jako Charlie Croker, vůdce týmu a profesionální zloděj. Ten se snaží pomstít za vraždu svého mentora Johna Bridgera.
- Charlize Theron jako Stella Bridgerová, Johnova dcera a profesionální kasařka. K otevírání trezorů používá nástroje a technologie, na rozdíl od svého otce, který je otevíral po hmatu. Do týmu se přidává, aby se Stevovi pomstila za zabití svého otce.
- Edward Norton jako Steve Frazelli, zloděj, který se obrátil proti Charlieho partě a chtěl je zabít poté, co jim ukradl zlato.
- Donald Sutherland jako John Bridger, Stellin otec a kasač, kterého Charlie přitáhne ještě na jednu, poslední zakázku.
- Jason Statham jako Fešák Rob, řidič týmu a šarmantní sukničkář.
- Seth Green jako Lyle, počítačový expert týmu. Tvrdí, že je skutečným vynálezcem Napsteru, a trvá na tom, že mu Shawn Fanning nápad ukradl. Fanning se objeví v epizodní roli.
- Mos Def jako Gilligan „Levé ucho“, expert týmu na demolice a výbušniny.
- Franky G jako Wrench, mechanik, kterého Rob kontaktuje, aby uplavil Mini Coopery, které budou převážet zlato. Později se připojí k týmu při loupeži.
- Boris Lee Krutonog jako Jevhen, majitel klenotnictví s vazbami na ukrajinskou mafii. Je to konspirační teoretik, který od Steva kupuje ukradené zlaté pruty.
- Aleksander Krupa jako Maškov, člen ukrajinské mafiánské rodiny a Jevhenův bratranec. Provozuje vrakoviště jako základnu, když pátrá po Jevhenově vrahovi.